# IC 5126
IC 5126 ist eine Spiralgalaxie vom Hubble-Typ Sb im Sternbild Aquarius auf der Ekliptik. Sie ist schätzungsweise 320 Millionen Lichtjahre von der Milchstraße entfernt und hat einen Durchmesser von etwa 45.000 Lichtjahren.
Im selben Himmelsareal befindet sich u. a. die Galaxie NGC 7108.
Das Objekt wurde am 13. November 1895 von Stéphane Javelle entdeckt.